# Kim Cương sơn bát tiên nữ truyền thuyết
Kim Cương sơn bát tiên nữ truyền thuyết (tiếng Hàn Quốc: 금강산 팔선녀 전체 / Kim Cương sơn bát tiên nữ toàn thể, tiếng Ý: La montagna incantata, tiếng Anh: The enchanted mountain / A woodman and a fairy) là một phim đồng thoại do Kim Jun-ok đạo diễn, xuất phẩm năm 2008 trên Mondo TV.

## Lịch sử
Truyện phim phỏng theo cố sự Nàng tiên và chàng đốn củi (선녀와 나무꾼) gắn liền với Thất Long bộc bố (九龍瀑布, 구룡폭포) là địa điểm du lịch lừng danh tại Kim Cương sơn quan quang địa khu.

## Nội dung
Ở Kim Cương sơn có tiều phu Vu Đạt (Mudal) sống với mẹ cùng chú vịt. Vu Đạt thổi sáo rất hay, chàng hay thổi sáo một mình trên núi Kim Cương. Một hôm, khi đang thổi sáo thì Vu Đạt cứu được một chú hươu nhỏ khỏi tên thợ săn. Vu Đạt mang chú hươu về nhà chữa trị vết thương. Hươu nhỏ làm bạn với chú vịt của Vu Đạt, sau khi vết thương lành, hươu nhỏ được thả về rừng.
Vào một ngày nọ, bỗng vịt và hươu dẫn Vu Đạt tới một thác nước có 8 tiên nữ từ trên Trời xuống để tắm, xiêm y bỏ lại trên bờ. Các nàng tiên mang dải lụa bay về vì sợ trễ, còn mỗi nàng út rớt lại vì mất dải lụa bay. Thấy nàng tiên khóc sướt mướt mà không hiểu vì sao, Vu Đạt đành bước ra hỏi chuyện. Nàng tên là A Nương (Arang), con gái út của Thượng Đế ở Thiên quốc. Thấy nàng tiên đau buồn khi đã mất đi dải lụa bay, Vu Đạt ra sức an ủi, dỗ dành. Chàng mời nàng tiên về nhà, A Nương chỉ còn biết nghe theo. Ngày qua ngày, Vu Đạt và A Nương sống gần nhau rồi đem lòng yêu thương nhau.
Một thời gian sau, A Nương tìm lại được dải lụa bay rồi bị viên quan kéo về Thiên quốc. Biết con gái út đã phải lòng với một con người, Thượng Đế nổi cơn giận, hạ lệnh giam nàng vào lãnh cung.
Ở núi Kim Cương có một nơi gọi là Thiên trì, Trời thường sai thần thả cái gầu vàng xuống múc nước lên cho các tiên nữ tắm. Chú vịt thừa dịp thả gầu, chui vào mà leo lên tìm gặp A Nương. Ở lãnh cung, A Nương viết một bức thư rồi nhờ chú vịt đem xuống cho Vu Đạt.
Sau khi đọc thư, Vu Đạt lên ý định nhảy gầu lên Thiên quốc. Đợi khi Trời thả gầu xuống, Vu Đạt bám vào gầu, mong được lên Thiên quốc hội ngộ với A Nương. Nghĩ rằng có kẻ gian, Thượng Đế bèn giao quyền trượng ra lệnh cho quan viên xử tử. Quan viên biến ra linh thú muốn giết Vu Đạt, Vu Đạt không nản chí mà lần lượt đả bại các linh thú, thoát khỏi gian nguy. Thấy cuộc chiến kéo dài, Thượng Đế đành đưa mắt nhìn về chàng trai. Nhận ra Vu Đạt không giống với quân gian, Thượng Đế đổi quan niệm về Vu Đạt và dịu giọng cho phép chàng nhập triều.
Trên Thiên Quốc, nàng tiên út ra sức van xin Thượng Đế ưng thuận cho hôn sự và mong muốn được sống ở Kim Cương sơn với Vu Đạt. Xiêu lòng trước tấm chân tình của con gái dành cho chàng tiều phu, Thượng Đế đành tác thành cho đôi bên. Trời ban cho Vu Đạt cỗ xe thái dương rồi Vu Đạt cùng A Nương đánh xe về trần. Từ đó, họ sinh con đẻ cái, sống hạnh phúc chan hòa cùng nhau trên Kim Cương sơn.

## Kĩ thuật
Phim được thực hiện năm 2008 tại Bình Nhưỡng rồi gửi sang Mondo TV hoàn tất hậu kì.

### Triều Tiên
- Chủ nhiệm: Yun Ju-song
- Giám chế: Pyon Hui-song, Kim Ung-ho, Pak Yun-gol, Ri Kwang-su
- Điều phối: Kim Kyong-ho, Kim Ryong-hyok, Kim In-son
- Trang trí: Pak Do-hun, Jong Se-yong, Ryu Chang-dok, Oh In-chol, Kim Yong-su, Chie Chol-min
- Bố cục: Kim Song-hui, Han Si-jun, Song Un-kil, Hyon Kwang-chol, Ri Hye-yong, Kim Chol-sun, Ri Hyang, Hong Chol-il, Hong Il-nam, Kim Hui-chol, Ri Hyok, Pak Hyang-mi, Pang Ho-jun, Pak Myong-sim
- Dựng cảnh: Ri Song-chol, Pak Won-ok, Kang Chol-man, Kim Jong-chol, Ri Kwang-sik, Pak Yong-do, Kim Chol-hak, Hong Song-hui
- Hoạt họa: Kim Sung-nam, Ri Kwang-song, Ryo Chol-ho, Paek Yong-chun, Ri Jong-kuk, Kim Yong-sang, Kim In-ho, Ra Yong-chol, Ri Hyon-chol, Chie Hui-kang, Pak Song-nam, Ri Hak-chol, Kim Chol-nam, Han Hye-ryon, Ahn Ju-hyok, Ko Jin-hyok, Jong Sun-bok, Ho Pong-chol, Kim Hyang-mi, Tak Kwang-chol, Ri Sang-jin, Paek Chun-ho, Jong Myong-song, Im Chol, Oh Song-kum, Kim Yong-chol, Pak Chol, Chang Yong-nam, Kim Il-man, Chie Kyong-chol, Kim Un-ju, Kim Myong-jin, Chie Jin-myong, Chang Kum-chol
- Tô màu: Pyon Sun-ae, Ahn Song-sun, Mun Kwang-ok
- Kĩ xảo: Jong Hyon-chol, Song Hyo-jong
- Hội thoại: Han Un-yong, Sin Dae-sik, Song Yong-chol, Kim Tae-hong, Chang Chun-ok, Tak Myong-hui, Chie Hyok, Song Rak-pong, Won Jong-suk, Rim Bok-hui
- Quét ảnh: Han Ryon-sun, Chie Hyon-hui, Pak Yong-ran
- Lời nhạc: Kim Jun-ok
- Giọng ca: Kim Su-yong, Ri Kyong-hun

và Nhạc đoàn Phát thanh Điện ảnh Triều Tiên (nhạc trưởng Chang Myong-il)

### Ý
- Giám chế: Bruno Galizzi, Paolo Valentini
- Điều phối: Benedetto Proietti, Gian Claudio Galatoli
- Cắt ghép: Mino Ciciriello, Marco Frascati

## Hậu trường
Bộ phim được Xưởng phim Khoa học - Giáo dục Triều Tiên (SEK Studio) thực hiện theo đơn đặt hàng của ban quản trị Mondo TV, mở ra thời kì hợp tác sản xuất và gia công phim hoạt họa giữa hai nền điện ảnh. Do nội dung phim vi phạm nguyên tắc Ánh họa nghệ thuật luận nên không được cấp phép phát hành tại Bắc Triều Tiên nên hiện chỉ tồn tại hai phiên bản Ý ngữ và Anh ngữ phổ biến hoàn cầu.